# زیگفرید ساسون
زیگفرید لورن ساسون (به انگلیسی: Siegfried Loraine Sassoon) (زاده ۸ سپتامبر ۱۸۸۶ — درگذشته ۱ سپتامبر ۱۹۶۷) شاعر، نویسنده و سرباز انگلیسی، که بیشتر برای شعرهای ضد جنگش و خودزندگی‌نامه‌های داستانی‌اش شناخته می‌شود.

## زندگی‌نامه
زیگفرید ساسون در جنگ جهانی اول شجاعانه در فرانسه جنگید و دو بار به شدت زخمی شد. او دو قطعه از مشهورترین شعرهای ضد جنگش را در ۱۹۱۷ و ۱۹۱۸ منتشر کرد؛ زمانی که همچنان در ارتش خدمت می‌کرد. این شعرها موجب شهرت او شدند. کمی بعد او را به یک آسایشگاه فرستادند. ساسون در آنجا ویلفرد اوون را ملاقات کرد که مانند خودش شاعری صلح‌جو بود. آن‌ها دوستان نزدیکی شدند و اوون از ساسون تأثیر پذیرفت. کمی بعد اوون در جبهه درگذشت و ساسون آثار او را پس از مرگش منتشر کرد. خودزندگی‌نامه‌های ساسون عبارتند از «خاطرات جرج شرستون» در سه جلد (۱۹۲۸–۳۶) و «سفر زیگفرید» در سه جلد (۱۹۴۵). بیشتر شعرهای او در دو مجموعه «شعرهای گردآوری شده» (۱۹۴۷) و «مسیر صلح» (۱۹۶۰) منتشر شده‌اند.